# Schweizer Rugby-Union-Meisterschaft 1972/73
Die Saison 1972/73 war die erste Austragung der Schweizer Rugby-Union-Meisterschaft, der vom Schweizerischen Rugbyverband organisierten Meisterschaft der Schweiz in der Sportart Rugby Union.

## Modus
Die Tabellenpunkte wurden wie folgt verteilt:
- 3 Punkte bei einem Sieg
- 2 Punkte bei einem Unentschieden
- 1 Punkt bei einer Niederlage
- 1 Minuspunkt nach der dritten roten Karte und nach jeder weiteren roten Karte, ebenso bei einer Forfaitniederlage

## Nationalliga A
In der höchsten Spielklasse, der Nationalliga A, dauerte die Saison vom 23. September 1972 bis zum 22. April 1973. Sie umfasste sieben Teams, die in zwölf Runden je einmal zuhause und auswärts gegen alle anderen Teams spielten. Während die beiden Letztplatzierten in die Nationalliga B abstiegen, holte sich I.O.S. Genève als Bestplatzierter den einzigen Meistertitel der Vereinsgeschichte.

### Teams
Die folgenden sechs Teams spielten in der Saison 1972/73 in der Nationalliga A:
| Team                        | Stadion                              | Gemeinde, Kanton                     |
| --------------------------- | ------------------------------------ | ------------------------------------ |
| I.O.S. Genève               | Centre sportif Henriette-d’Angeville | Ferney-Voltaire, Département Ain     |
| RC CERN                     | Stade des Serves                     | Saint-Genis-Pouilly, Département Ain |
| Genève RC                   | Centre sportif du Bout-du-Monde      | Genf, Kanton Genf                    |
| RC Zürich                   | Sportanlage Allmend Brunau           | Zürich, Kanton Zürich                |
| Albaladejo RC Lausanne      | Centre sportif de Chavannes          | Chavannes-près-Renens, Kanton Waadt  |
| Stade Lausanne RC           | Centre sportif de Chavannes          | Chavannes-près-Renens, Kanton Waadt  |
| École hôtelière de Lausanne | Centre sportif de Chavannes          | Chavannes-près-Renens, Kanton Waadt  |

### Tabelle
|    | Team                          | Spiele | Siege | Unent. | Ndlg. | Spiel- punkte | Diff. | Minus- punkte | Tabellen- punkte |
| -- | ----------------------------- | ------ | ----- | ------ | ----- | ------------- | ----- | ------------- | ---------------- |
| 1. | I.O.S. Genève                 | 12     | 11    | 0      | 1     | 232:93        | + 139 |               | 34               |
| 2. | RC CERN                       | 12     | 9     | 0      | 3     | 236:96        | + 140 |               | 30               |
| 3. | Genève RC                     | 12     | 7     | 0      | 5     | 186:97        | + 89  |               | 26               |
| 4. | RC Zürich                     | 12     | 7     | 0      | 5     | 174:126       | + 48  |               | 26               |
| 5. | Stade Lausanne RC             | 12     | 6     | 0      | 6     | 124:88        | + 36  |               | 24               |
| 6. | Albaladejo RC Lausanne        | 12     | 1     | 1      | 10    | 85:260        | − 175 | − 2           | 13               |
| 7. | École hôtelière de Lausanne * | 12     | 0     | 1      | 11    | 56:333        | − 277 | − 4           | 9                |

* Das Team der École hôtelière de Lausanne stieg direkt in die Nationalliga C ab.

### Ergebnisse
Die Kreuztabelle stellt die Ergebnisse aller Spiele dieser Saison dar. Das Heimteam ist in der linken Spalte, das Gastteam in der obersten Zeile aufgelistet.
| 1972/73                     | ALB   | EHL   | GEN  | IOS   | CERN  | ZUR   | SLA  |
| --------------------------- | ----- | ----- | ---- | ----- | ----- | ----- | ---- |
| Albaladejo RC Lausanne      | –     | 44:0  | 4:31 | 6:25  | 3:7   | 4:21  | 3:20 |
| École hôtelière de Lausanne | 8:8   | –     | 6:22 | 0:20  | 12:39 | 8:30  | 0:20 |
| Genève RC                   | 44:3  | 20:0  | –    | 7:11  | 17:0  | 13:6  | 12:3 |
| I.O.S. Genève               | 20:0  | 32:22 | 14:9 | –     | 7:11  | 17:0  | 16:4 |
| RC CERN                     | 60:10 | 60:0  | 9:7  | 6:20  | –     | 10:6  | 8:3  |
| RC Zürich                   | 20:0  | 20:0  | 18:6 | 24:36 | 12:4  | –     | 7:4  |
| Stade Lausanne RC           | 4:0   | 18:0  | 13:6 | 4:10  | 7:16  | 24:10 | –    |

## Nationalliga B
Die zweithöchste Spielklasse, die Nationalliga B, umfasste zehn Teams, die in einer Round Robin einmal auswärts oder zuhause gegen alle anderen Teams antraten. Der Erstplatzierte stieg in die Nationalliga A auf, hingegen gab es keine Absteiger.
|     | Team                | Spiele | Siege | Unent. | Ndlg. | Spiel- punkte | Diff. | Minus- punkte | Tabellen- punkte |
| --- | ------------------- | ------ | ----- | ------ | ----- | ------------- | ----- | ------------- | ---------------- |
| 01. | Nyon RC             | 9      | 8     | 0      | 1     | 178:32        | + 146 |               | 25               |
| 02. | Lausanne UC         | 8      | 7     | 0      | 1     | 96:70         | + 26  |               | 22               |
| 03. | RC Bern             | 7      | 5     | 0      | 2     | 140:60        | + 80  |               | 17               |
| 04. | Hermance RRC        | 9      | 5     | 0      | 4     | 138:93        | + 45  |               | 19               |
| 05. | Stade Lausanne 2    | 9      | 4     | 1      | 4     | 96:149        | − 53  |               | 18               |
| 06. | Genève RC 2         | 9      | 4     | 0      | 5     | 77:89         | − 12  | − 1           | 16               |
| 07. | RC Monthey          | 8      | 4     | 0      | 4     | 125:79        | + 46  |               | 16               |
| 08. | RC CERN 2           | 7      | 3     | 0      | 4     | 111:81        | + 30  |               | 13               |
| 09. | Neuchâtel-Sports RC | 9      | 1     | 0      | 8     | 50:240        | − 190 |               | 11               |
| 10. | Riviéra RC          | 9      | 0     | 1      | 8     | 45:163        | − 118 |               | 10               |